# 徳島県立看護専門学校
徳島県立 看護専門学校（とくしまけんりつ かんごせんもんがっこう）は徳島県徳島市蔵本町にあった公立の専修学校である。
2011年（平成23年）4月より徳島県立看護学院と統合し徳島県立総合看護学校となった。

## 沿革
- 1953年 - 徳島県中央高等看護専門学校として開校。
- 1974年 - 徳島県立看護専門学校に改名する。助産婦科を設立。
- 1991年 - 助産婦科を保健助産学科に改名。
- 2011年 - 徳島県立看護学院と統合し徳島県立総合看護学校となった。

## 学科
- 保健助産学科
- 看護学科

## 所在地等
所在地
- 〒770-0042 徳島市蔵本町1丁目10番地

徳島県立中央病院、徳島大学病院と隣接している。

## 交通
鉄道
- JR徳島駅より徳島線に乗車し蔵本駅下車、徒歩5分。